# Hospitaled
Hospitaled (aragonesisch Hespitalet d’Espluguiello) ist ein spanischer Ort im Pyrenäenvorland in der Provinz Huesca der Autonomen Gemeinschaft Aragonien. Der Ort gehört zur Gemeinde Bárcabo. Hospitaled hatte im Jahr 2015 neun Einwohner. 

## Sehenswürdigkeiten
- Ruine der Burg, erbaut im 13. Jahrhundert (Bien de Interés Cultural)